# Птущенко, Владимир Александрович
Владимир Александрович Птущенко (1930 — ?) — советский государственный деятель, секретарь Винницкого обкома КПУ, 1-й секретарь Винницкого городского комитета КПСС, доктор экономических наук.

## Биография
Образование высшее.
Член КПСС с 1952 года.
Находился на ответственной партийной работе.
В 1961 — январе 1963 года — заведующий отделом пропаганды и агитации Винницкого областного комитета КПУ.
17 января 1963 — декабрь 1964 — секретарь Винницкого промышленного областного комитета КПУ по идеологии — заведующий идеологическим отделом Винницкого промышленного областного комитета КПУ.
В декабре 1964—1970 — заведующий отделом пропаганды и агитации Винницкого областного комитета КПУ.
В 1970 — январе 1974 года — 1-й секретарь Винницкого городского комитета КПУ.
Затем доцент, профессор кафедры политической экономии Винницкого политехнического института.